# اچ‌دی ۱۱۴۳۸۶
اچ‌دی ۱۱۴۳۸۶ یک ستاره است که در صورت فلکی قنطورس قرار دارد.